# 424
424（四百二十四、よんひゃくにじゅうよん）は自然数、また整数において、423の次で425の前の数である。

## 性質
- 424は合成数であり、約数は 1, 2, 4, 8, 53, 106, 212, 424 である。
  - 約数の和は810。
    - 約数関数から導き出される数列 {\displaystyle a_{n}=\sigma (a_{n-1})} はその初期値によって異なる数列になる。異なる数列になる29番目の初期値(最小の値)を表す数である。1つ前は343、次は430。(ただし1を除く)(オンライン整数列大辞典の数列 A257348)
- 52番目の回文数である。1つ前は414、次は434。
  - 中央の数が両側の数より小さい9番目の数である。1つ前は414、次は434。(オンライン整数列大辞典の数列 A134970)
(2019年4月現在、英語及び日本語訳の頁がないがCanyon number(峡谷数)と名付けられている。)
- 10個の連続する素数の和として表せる9番目の数である。1つ前は382、次は468。
424 = 23 + 29 + 31 + 37 + 41 + 43 + 47 + 53 + 59 + 61
- 各位の和が10になる39番目の数である。1つ前は415、次は433。
  - 各位の和が三角数になる100番目の数である。1つ前は420、次は429。(オンライン整数列大辞典の数列 A187744)
    - 各位の和も各位の平方和もまた各位の立方和も三角数になる7番目の数である。1つ前は399、次は442。
- 各位の平方和が平方数になる44番目の数である。1つ前は418、次は430。(オンライン整数列大辞典の数列 A175396)
42 + 22 + 42 = 36 = 62
- 424 = 102 + 182
  - 異なる2つの平方数の和で表せる128番目の数である。1つ前は421、次は425。(オンライン整数列大辞典の数列 A004431)
- 424 = 62 + 82 + 182
  - 3つの平方数の和1通りで表せる98番目の数である。1つ前は416、次は427。(オンライン整数列大辞典の数列 A025321)
  - 異なる3つの平方数の和1通りで表せる107番目の数である。1つ前は418、次は427。(オンライン整数列大辞典の数列 A025339)
- 424 = 33 + 33 + 33 + 73
  - 4つの正の数の立方数の和で表せる103番目の数である。1つ前は423、次は432。(オンライン整数列大辞典の数列 A003327)
- 桁の調和平均が3になる11番目の数である。1つ前は362、次は442。(オンライン整数列大辞典の数列 A062181)
例．3/1/4 + 1/2 + 1/4 = 3
- n = 4 のときの n と 6n を並べてできる数である。1つ前は318、次は530。(オンライン整数列大辞典の数列 A009440)
- n = 424 のとき n と n − 1 を並べた数を作ると素数になる。n と n − 1 を並べた数が素数になる52番目の数である。1つ前は420、次は444。(オンライン整数列大辞典の数列 A054211)
- 424 = 23 × 53
  - p3 × q の形で表せる22番目の数である。1つ前は376、次は459。(オンライン整数列大辞典の数列 A065036)

## その他 424 に関連すること
- 西暦424年
- 紀元前424年
- 4-2-4とはサッカーのフォーメーションの1つ。